# Ochernova tshernovae
Ochernova tshernovae is een haft uit de familie Neoephemeridae. De wetenschappelijke naam van de soort is voor het eerst geldig gepubliceerd in 1963 door Kazlauskas.
De soort komt voor in het Palearctisch gebied.